# Притула Василь Петрович
Василь Петрович Притула (нар. 3 травня 1965, с. Небилів, Рожнятівський район, Івано-Франківська область) — український хірург, доктор медичних наук, професор кафедри дитячої хірургії Національного медичного університету імені О.О. Богомольця, дитячий хірург вищої категорії, головний позаштатний дитячий хірург МОЗ України, віце-президент Всеукраїнської Асоціації дитячих хірургів, член Європейської асоціації дитячих хірургів, член редакційної колегії часопису «Хірургія дитячого віку», член редакційної ради часопису «Неонатологія, хірургія та перинатальна медицина», лікар українського політв'язня Павла Гриба.

## Життєпис
Василь Притула народився 3 травня 1965 року в селі Небилів, Рожнятівського району, Івано-Франківської області. 
У 1980 — 1984 роках навчався Івано-Франківському медичному училищі. 
Закінчив у 1993 році медичний факультет Івано-Франківський медичний інститут.
У 1993 —1996 роках — магістратура при кафедрі дитячої хірургії Національного медичного університету імені О.О. Богомольця. 
З 1996 до 1999 року Василь Притула аспірант, з грудня 1999 року — асистент, з лютого 2007 року — доцент, з січня 2013 року — професор кафедри дитячої хірургії Національного медичного університету імені О.О. Богомольця на базі Національної дитячої спеціалізованої лікарні «Охматдит».
Захистив у 2000 році кандидатську дисертацію на тему «Первинний колоректальний анастомоз при лікуванні хвороби Гіршпрунга у дітей раннього віку», у 2012 році захистив докторську дисертацію на тему «Хірургічне лікування дітей з кістами печінки та жовчних шляхів».

## Наукова та практична діяльність
Основними напрямками діяльності Василя Притули є корекція вроджених вад розвитку дихальної системи та шлунково-кишкового тракту відкритим та ендоскопічним способом. Він є одним з авторів методу лікування степлерних колоректальних анастомоз у лікуванні хвороби Гіршпрунга та удосконалив діагностику функціональних порушень при колостазах. За його участі розроблено реконструктивно-пластичні операції при обширних резекціях ободової кишки, удосконалено методику корекції лійкоподібної деформації грудної клітки та впроваджено у практику ряд інструментів для корекції цієї патології, удосконалено способи корекції вроджених діафрагмальних гриж, розроблено методики сегментарних органозберігаючих операцій при захворюваннях селезінки, запропоновано дієві способи лікування кістозних утворень паренхіматозних органів черевної порожнини, з використанням мініінвазивної та лапароскопічної техніки. 
Василь Притула є автором понад 350 друкованих наукових робіт, 64 патентів України, співавтором 2 підручників та 10 навчальних посібників для студентів вищих медичних навчальних закладів.

## Нагороди, відзнаки та звання
- Почесна грамота Київського міського голови (2004);
- Лавреат Всеукраїнського проекту «Літопис досягнень сучасної медицини: «Сучасна медицина та охорона здоров'я» (2010);
- Лавреат Всеукраїнського проекту «Літопис досягнень сучасної України: «Успішні професіонали України» (2011);
- «Найкращий викладач року НМУ – 2011 (2011);
- Почесна грамота НДСЛ «Охматдит» (2015).
- За наказом президента України Володимира Зеленського присвоєно звання «ЗАСЛУЖЕНИЙ ЛІКАР УКРАЇНИ» 2024